# Gräberfeld am Ingjaldshögen

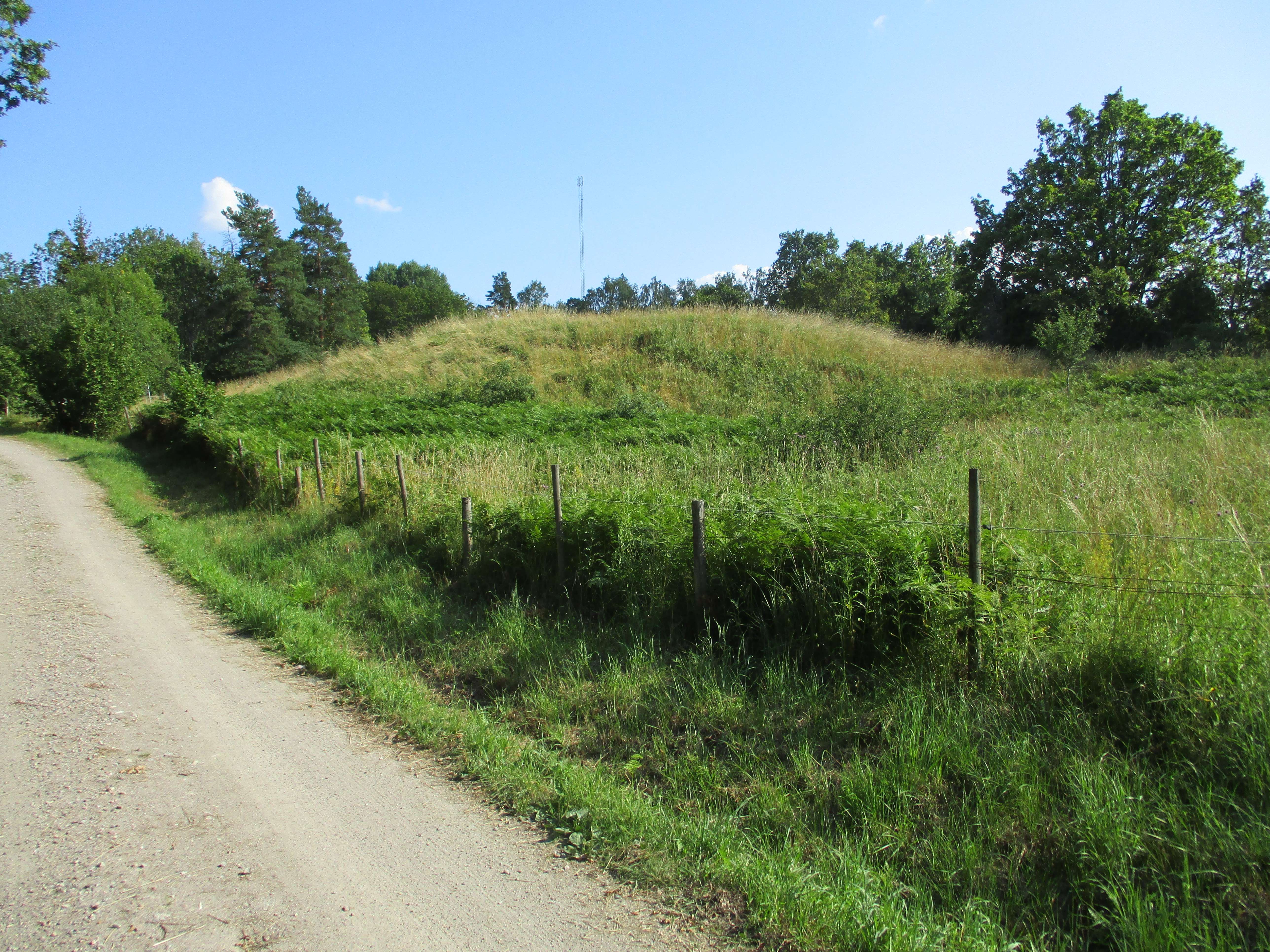
Ingjaldshögen

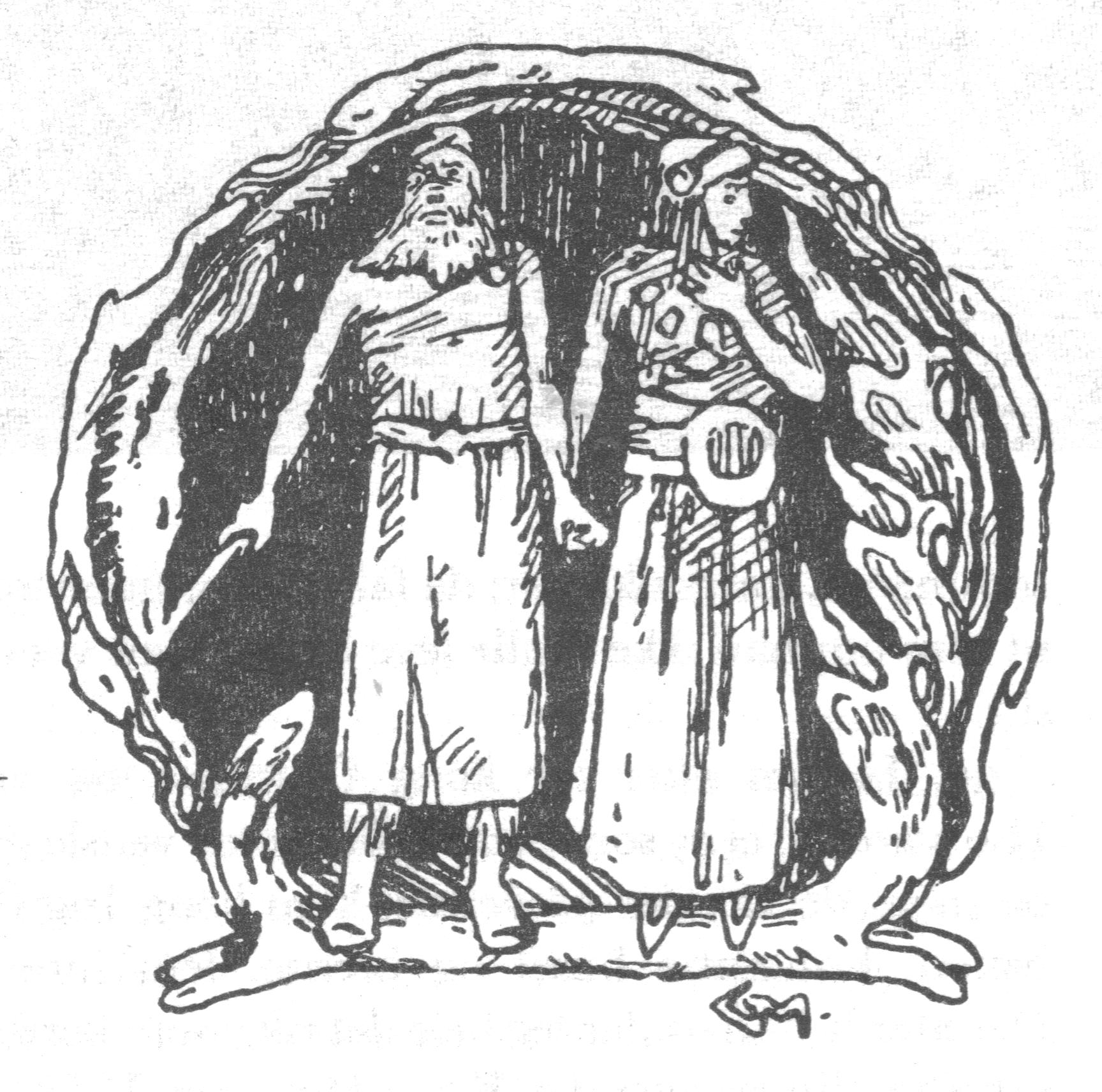
Ingjald Illråde und seine Tochter nach Gerhard Munthe (1849–1929)

Das Gräberfeld am Ingjaldshögen ist ein Gräberfeld in der schwedischen Provinz Södermanlands län. Es liegt in der Ortschaft (småort) Husby in der Gemeinde Strängnäs.
Das Gräberfeld umfasst den Grabhügel Ingjaldshögen, etwa 30 runde Steinsetzungen, eine quadratische und eine rechteckige Steinsetzung, zwei Treuddar und zwei Bautasteine. Es wird auf das 9. Jahrhundert n. Chr. datiert.
Der Ingjaldshögen liegt an der heute verlandeten Bucht Kaviken, im Zentrum des Gräberfeldes. Im bereits 1919 untersuchten Hügel befand sich eine Röse, unter der eine 20 cm starke ausgedehnte Aschekonzentration lag, die Menschen- und Tierknochen enthielt. Urnen, Spielsteine und andere Artefakte, darunter Kämme und eine Glasschale, wurden ebenfalls geborgen. In der Nähe des Ingjaldshögen lag der Königshof Husby. 

## Legende
Der Name geht auf den in mehreren Sagen erwähnten mythischen Ynglinger-König Ingjald Illråde zurück, einen Sohn Anunds, der im 7. Jahrhundert gelebt haben soll. Er soll der Vater und Vorgänger von König Olaf Trätelgja gewesen sein. Der Name ist dem Hügel aber zeitgenössisch zugeordnet worden. Ingjald soll auf Tosterön begraben sein.
In der Nähe liegt der Runenstein Åsbyblocket (Sö 324).